# メルギム・ベリシャ
メルギム・ベリシャ（Mërgim Berisha, 1998年5月11日 - ）は、ドイツ・バイエルン州ベルヒテスガーデン出身のサッカー選手。ブンデスリーガ・TSG1899ホッフェンハイム所属。ポジションはFW。

## クラブ経歴
2008年にオーストリアにわたり、レッドブル・ザルツブルクのユースアカデミーに入所。2014年に傘下のFCリーフェリングに昇格。11月7日のSVマッテルスブルク戦でプロデビュー。2016年12月28日にトップチーム昇格が決まり、2020年までの契約を締結。2016-17シーズンは2部リーグで14ゴールを決め、シーズン終盤に正式にトップチームに昇格。2017年4月2日のSCラインドルフ・アルタッハ戦でトップチームデビュー。
2017-18シーズン以降はLASKリンツなどへのローン移籍で経験を積み、同シーズンは18試合5ゴールを記録。2018-19シーズンは1.FCマクデブルクでプレーした後、2019年1月よりSCラインドルフ・アルタッハに移籍。加入後は得点能力が更に開花し、同シーズンは7ゴールを記録。2019-20シーズンも7ゴールを決めていたところで、2020年1月にそれまでのエースFWだったアーリング・ブラウト・ハーランドや南野拓実らが移籍したのに伴い、ザルツブルクに復帰。復帰後の同シーズンは1ゴールに終わったが、2020-21シーズンはゴールを量産。11月3日UEFAチャンピオンズリーググループリーグのFCバイエルン・ミュンヘン戦では、チャンピオンズリーグ初ゴールとなる先制ゴールを決めるも、試合は2-6で敗戦。12月1日のCLグループリーグのFCロコモティフ・モスクワ戦でもゴールを決め、3-1で勝利。【ドイツのハーランド】として注目された。
2021年9月2日、フェネルバフチェSKと4年契約を締結したことが発表された。
2022年8月31日、FCアウクスブルクに買取オプション付きのレンタル移籍が発表された。2023年7月2日、買取オプションが行使され完全移籍。
2023年8月30日、4年契約でTSG1899ホッフェンハイムに移籍した。

## 代表経歴
2019年からU-21のドイツ代表に招集。2021年にはUEFA U-21欧州選手権2021に出場している。

## 人物
- 両親はコソボ・スハレカ出身のアルバニア人。
- 憧れの選手はズラタン・イブラヒモヴィッチだという[12]。

## タイトル
レッドブル・ザルツブルクユース
- UEFAユースリーグ: 2016-17

レッドブル・ザルツブルク
- オーストリア・ブンデスリーガ: 2016-17, 2019-20, 2020-21
- オーストリア・カップ: 2016-17, 2019-20, 2020-21